# جواز سفر مرتفعات قرة باغ
يتم إصدر جوازات سفر لجمهورية مرتفعات قرة باغ المعترف بها دوليا بناء على التعديلات التي ادخلت على دستور إن كاي آر من عام 2006.
جواز السفر صالحا لمدة 10 سنوات من تاريخ الإصدار، محتويات جواز السفر هي باللغات الأرمنية والإنجليزية.
نظرا لمكانة الدولة، لم يتم الاعتراف بجواز السفر قانونيا من قبل المجتمع الدولي، ويتم استخدامه فقط داخل حدود ناغورني كاراباخ.
ناغورني كاراباخ تقبل مبدأ المواطنة المزدوجة، ونتيجة لذلك تم منح عدد من اللاجئين الأرمنيين السوريين جوازات سفر كرونية نرويجية في حالة الهجرة إلى الجمهورية وكان ذلك في عام 2012.